# Раппопорт (фамилия)

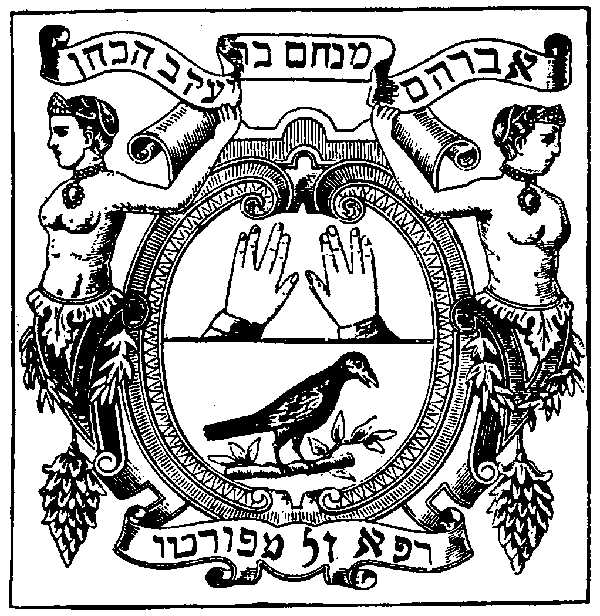
На фамильном гербе Рапопорт (Верона, 1594 г.) изображенa ворона и руки, сложенные для благословения Аарона (знак коэнов).

Раппопо́рт, Рапопо́рт, Роппопо́рт, Раппапо́рт, Рапапо́рт (идиш ראפּאפּאָרט‎) — еврейская фамилия, носителей которой по традиции относят к коэнам.

## Этимология
Согласно исследованиям, в том числе израильского профессора истории Бен-Циона Динура (Динабурга), основателем рода был раввин Мешулам Йекутиэль Раппа ха Коэн, родившийся в конце 14 века в селении Раффа к северу от Регенсбурга в Южной Германии. В 1422 году он был вынужден бежать в Майнц, вероятно в связи с преследованиями евреев, вызванными проповедями Иоанна Капистранского (1386-1456). Предполагается, что именно там он научился искусству книгопечатания, тем более что в это же время в Майнце жил и работал первопечатник Иоганн Гутенберг. Вследствие второго изгнания евреев из Майнца в 1456 году Мешулам Йекутиель Раппа оказался в Северной Италии и поселился в городе Пьове-ди-Сакко неподалёку от Венеции, где основал печатную мастерскую. В 1472 году он издал первую в истории печатную книгу на иврите (《Арбаа Турим》 Яакова Бен-Ашера), став таким образом "еврейским первопечатником". Согласно историческим источникам, во второй половине 15 века люди с фамилией Раппа также жили в Мантуе, Падуе, Портобуффоле и Венеции. Известно, что один из них - Мозес бен Йекутиэль Раппа ха Коэн - был врачом при венецианском дворе и благодаря своему высокому положению освобождён от ношения шестиконечной звезды на одежде. Абрахам Менахем бен Якоб Раппа ха Коэн (1520-1596), родившийся в Портобуффоле, юношей переехал в Венецию, где стал учеником в печатной мастерской. Для того, чтобы его отличали от уже живших в Венеции родственников, он стал называть себя Раппа ди Порто, т.е. из Порто(буффоле) - Раппапорт. Таким образом, он стал создателем и первым носителем этой фамилии. С 1574 до 1584 года жил в Кремоне, а затем вплоть до своей смерти в 1596 году в Вероне, где руководил религиозной школой, ставшей под его началом знаменитой.
Существуют и другие версии, а также народные легенды о происхождении этого фамильного рода.

## Восточноевропейские ветви
На фамильном гербе рода Рапопорт, впервые опубликованном в 1594 году в Вероне, изображена ворона и руки, сложенные для благословения коэнов. Герб ясно подчёркивает символ вороны (Rabe, в центральной Германии Rappe). К концу 16-го века фамилия чётко сформировалась как Ha-Kohen Rabe — Коэн Рабэ. Часть польской ветви изменила фамилию на Wrona, что на польском означает ворона. По другой версии фамилия произошла от названия города Верона в Италии.
К середине XVII века семейство Рапа-Порт жило в Польше и Литве, со временем фамилия видоизменялась, что привело к возникновению таких вариантов написания, как: Рапипорт, Рапопорт, Раппепорт, и Рапорт. Распространение семьи происходило из Кракова и Львова; в 1584 году родился знаменитый талмудист Авраам Рапа фон Порт (которого также называли Шренцель).